# Plectranthus saxicola
Plectranthus saxicola là một loài thực vật có hoa trong họ Hoa môi. Loài này được B.J.Pollard & A.J.Paton mô tả khoa học đầu tiên năm 2006.